# 扎鲁特博尔济吉特氏 (清太宗)
扎鲁特博尔济吉特氏，生卒年不详。出身于扎鲁特部，戴青贝勒之女。皇太极的东宫福晋。

## 生平
天聪六年（1632年）二月，已册立了中宫福晋、西宫福晋的皇太极，选择扎鲁特博尔济吉特氏为东宫福晋。
天聰七年（1633年），扎鲁特博尔济吉特氏生皇太極第六女。当年四月二十八日，大福晋哲哲之母科尔沁大妃与科尔沁部的次妃、吴克善等人来朝。在科尔沁部诸人进献礼物名单中，大福晋、小福晋之下，即是新福晋。七月八日，其母来盛京時，皇太极命大福晋与诸福晋去盛京五里外迎接、宴待其母。
天聪九年（1635年），生第九女鄉君。同年九年十月初七日，“因不合意”，扎鲁特博尔济吉特氏被皇太极给了叶赫部德尔格勒台吉之子南楮。其后，其事迹不详。
《清史稿·后妃传》中，未提及扎鲁特博尔济吉特氏改嫁他人之事。實際上，皇太極另一福晉葉赫那拉氏亦改嫁身為內大臣的占·土謝圖，以及哈達部貝勒孟格布祿之族人達爾琥，而清史稿同無記載。

## 备注
1. ↑  中宫福晋应是大福晋哲哲。
2. 1 2  西宫福晋、小福晋可能是科尔沁次妃之女布木布泰。
3. ↑  皇太極第六女出嫁時，按崇德五宫所出待遇给，而且封為固倫公主。
4. ↑  张杰文章引用的满文档案记载：“汗的第三福晋是扎鲁特部的巴雅尔图代青的女儿，因不合汗的意，给了叶赫的德尔格尔台吉的儿子南褚”。引用来源：《汉译满文旧档》页135～136，辽宁大学历史系1979年印本。又见关嘉录等：《天聪九年档》：“汗之第三福晋原系扎鲁特部巴雅尔图戴青之女，以其不遂汗意，改适叶赫部德勒格尔台吉之子南褚。”页128，天津古籍出版社1987年版。[3]
5. ↑  南楮即苏泰太后之弟。